# Гаранін Степан Миколайович
Гаранін Степан Миколайович (12 грудня 1898, Білорусь — 3 липня 1950) — полковник, в 1937–1938 роках — начальник Північно-Східного виправно-трудового табору.

## Біографія
Народився в Білорусі. Закінчив сільську школу. З 17 років пішов працювати. Був призваний в царську армію, останнє звання до Жовтневої революції — унтер-офіцер.
З 1918 року — в Червоній Армії.
У січні 1919 року вступив в РКП(б).
Учасник громадянської війни, брав участь у боях з Денікіним. З 1 вересня 1920 по травень 1921 роках перебував у полоні у білополяків, втік.
Після повернення з полону закінчив Вищу прикордонну школу, служив в прикордонних частинах, до жовтня 1937 року був начальником 15-го прикордонного загону в Білорусі. Нагороджувався нагрудним знаком Почесного працівника ВЧК-ОГПУ, грамотою ЦВК УРСР, бойовою зброєю. Мав звання полковника.
Батьки дружини Гараніна були зараховані до «куркулів» і вислані в Котлас. Перед від'їздом на Колиму в своєму анкетному листі Гаранін писав: «За зв'язок з чужим елементом мав сувору догану в 1935 році».
1 грудня 1937 року прибув на Колиму. З 19 грудня 1937 року — начальник Сєввостлага.
З ім'ям Гараніна пов'язують масові незаконні репресії в таборах «Дальбуду», що отримали назву «гаранінщина».
27 вересня 1938 року заарештований. 30 травня 1939 року етапований до Москви і поміщений в Сухановську в'язницю. Особливою нарадою НКВС СРСР 17 січня 1940 року засуджений на термін 8 років виправно-трудових таборів (ВТТ). Пізніше термін утримання в таборі продовжений.
Помер 3 липня 1950 року в Печорському виправно-трудовому таборі.